# 第19回全国高等学校バスケットボール選抜優勝大会
第19回全国高等学校バスケットボール選抜優勝大会（だい19かい ぜんこくこうとうがっこう―せんばつゆうしょうたいかい）は、1988年12月25日から29日まで代々木第二体育館、青山学院記念館、安田学園体育館で開催された全国高等学校バスケットボール選抜優勝大会である。男子は能代工業が3年連続11回目、女子は名古屋短期大学付属が2年連続2回目の優勝を達成。

## 概要
- 前回（第18回）までは3月開催となっていたが今大会からは開催時期を変更して12月開催となった。（開催時期が変更された経緯は第18回大会の記事を参照。）

## 出場校
| ブロック | 都道府県 | 男子             | 男子           | 都道府県 | 女子                 | 女子          |
| ブロック | 都道府県 | 出場校           | 出場回数       | 都道府県 | 出場校               | 出場回数      |
| -------- | -------- | ---------------- | -------------- | -------- | -------------------- | ------------- |
| 北海道   | 北海道   | 東海大学第四     | 5年連続14回目  | 北海道   | 札幌静修             | 5年連続11回目 |
| 東北1    | 宮城県   | 仙台             | 2年連続2回目   | 秋田県   | 秋田経済法科大学附属 | 3年ぶり6回目  |
| 東北2    | 山形県   | 日本大学山形     | 2年ぶり10回目  | 宮城県   | 聖和学園             | 4年ぶり2回目  |
| 関東1    | 埼玉県   | 浦和西           | 初出場         | 神奈川県 | 富岡                 | 2年連続2回目  |
| 関東2    | 千葉県   | 市立船橋         | 3年連続4回目   | 千葉県   | 昭和学院             | 2年ぶり14回目 |
| 関東3    | 神奈川県 | 相模工業大学附属 | 4年連続16回目  | 栃木県   | 小山城南             | 3年連続4回目  |
| 関東3    | 茨城県   | 土浦日本大学     | 15年連続17回目 | 茨城県   | 日立女子             | 4年連続10回目 |
| 東京都1  | 東京都   | 京北             | 19年連続19回目 | 東京都   | 明星学園             | 4年連続9回目  |
| 東京都2  | 東京都   | 國學院大學久我山 | 2年連続3回目   | 東京都   | 東亜学園             | 2年連続8回目  |
| 北陸     | 福井県   | 北陸             | 10年連続11回目 | 福井県   | 足羽                 | 2年連続3回目  |
| 信越     | 新潟県   | 北越             | 初出場         | 長野県   | 野沢南               | 2年連続2回目  |
| 東海1    | 愛知県   | 東海工業         | 3年連続4回目   | 静岡県   | 市立沼津             | 2年連続4回目  |
| 東海2    | 愛知県   | 愛知工業大学名電 | 3年ぶり11回目  | 愛知県   | 星城                 | 2年連続8回目  |
| 東海3    | 静岡県   | 興誠             | 4年連続8回目   | 静岡県   | 誠心                 | 初出場        |
| 近畿1    | 京都府   | 洛南             | 4年連続14回目  | 兵庫県   | 甲子園学院           | 7年連続9回目  |
| 近畿2    | 大阪府   | 東住吉工業       | 初出場         | 京都府   | 明徳商業             | 5年連続5回目  |
| 近畿3    | 大阪府   | 初芝             | 2年連続8回目   | 大阪府   | 薫英                 | 7年連続11回目 |
| 中国1    | 広島県   | 広島商業         | 2年ぶり6回目   | 山口県   | 長府                 | 4年連続7回目  |
| 中国2    | 岡山県   | 倉敷工業         | 2年連続4回目   | 広島県   | 市立広島商業         | 2年連続5回目  |
| 四国     | 香川県   | 高松商業         | 2年連続7回目   | 愛媛県   | 新居浜市立商業       | 3年連続4回目  |
| 九州1    | 福岡県   | 福岡大学附属大濠 | 2年連続15回目  | 福岡県   | 中村学園女子         | 2年連続9回目  |
| 九州2    | 沖縄県   | 中部工業         | 3年連続4回目   | 福岡県   | 市立戸畑商業         | 初出場        |
| 九州3    | 沖縄県   | 興南             | 2年ぶり6回目   | 宮崎県   | 小林                 | 2年ぶり7回目  |
| 推薦     | 秋田県   | 能代工業         | 19年連続19回目 | 愛知県   | 名古屋短期大学付属   | 6年連続6回目  |

## 試合結果

### 男子
1回戦
- 市立船橋 91 - 64 倉敷工業
- 東海大学第四 83 - 60 日本大学山形
- 土浦日本大学 98 - 86 北越
- 國學院大學久我山 68 - 56 初芝

- 中部工業 94 - 78 相模工業大学附属
- 興誠 75 - 63 仙台
- 興南 66 - 48 高松商業
- 愛知工業大学名電 71 - 61 東住吉工業

2回戦
- 北陸 79 - 43 中部工業
- 興誠 113 - 73 広島商業
- 京北 92 - 78 興南
- 愛知工業大学名電 82 - 65 浦和西

- 市立船橋 73 - 61 洛南
- 東海大学第四 91 - 87 福岡大学附属大濠
- 東海工業 66 - 65 土浦日本大学
- 能代工業 93 - 56 國學院大學久我山

準々決勝
- 北陸 106 - 74 興誠
- 愛知工業大学名電 107 - 77 京北
- 市立船橋 85 - 62 東海大学第四
- 能代工業 124 - 80 東海工業

準決勝
- 北陸 78 - 63 愛知工業大学名電
- 能代工業 66 - 56 市立船橋

3位決定戦
- 市立船橋 78 - 48 愛知工業大学名電

決勝
- 能代工業 76 - 67 北陸

### 女子
1回戦
- 星城 81 - 57 小林
- 薫英 51 - 46 東亜学園
- 足羽 77 - 73 誠心
- 昭和学院 86 - 72 市立広島商業

- 名古屋短期大学付属 87 - 39 秋田経済法科大学附属
- 小山城南 73 - 40 野沢南
- 明徳商業 68 - 67 聖和学園
- 市立戸畑商業 73 - 66 日立女子

2回戦
- 富岡 73 - 61 星城
- 名古屋短期大学付属 66 - 50 中村学園女子
- 明星学園 71 - 54 市立戸畑商業
- 札幌静修 77 - 60 昭和学院

- 薫英 76 - 56 長府
- 甲子園学院 74 - 66 小山城南
- 新居浜市立商業 49 - 45 足羽
- 市立沼津 76 - 62 明徳商業

準々決勝
- 明星学園 67 - 63 新居浜市立商業
- 市立沼津 59 - 51 札幌静修
- 富岡 80 - 67 薫英
- 名古屋短期大学付属 91 - 34 甲子園学院

準決勝
- 名古屋短期大学付属 64 - 52 富岡
- 明星学園 72 - 56 市立沼津

3位決定戦
- 市立沼津 51 - 50 富岡

決勝
- 名古屋短期大学付属 75 - 67 明星学園

## 大会ベスト5
男子
- 三浦祐司 (能代工業№4・3年)※17回大会、18回大会に続き3年連続3回目
- 佐々木暢 (能代工業№5・3年)※18回大会に続き2年連続2回目
- 佐古賢一 (北陸№4・3年)※18回大会に続き2年連続2回目
- 塩屋清文 (北陸№6・3年)
- 藤田将弘 (市立船橋№4・3年)

女子
- 野田香 (名古屋短期大学付属№4・3年)
- 川島由美 (名古屋短期大学付属№5・3年)※18回大会に続き2年連続2回目
- 美濃川伸子 (明星学園№4・3年)
- 原久美子 (市立沼津№4・3年)
- 加藤貴子 (富岡№15・2年)※18回大会に続き2年連続2回目